# Strategic Culture Foundation
A Strategic Culture Foundation (SCF) é um think tank russo sediado em Moscou, fundado em 2005 :15, que publica uma revista online homônima que trata sobretudo de atualidades. A SCF é considerada um braço dos interesses do Estado russo pelo governo dos Estados Unidos.  A SCF foi caracterizada como um site de propaganda conservador e pró-Rússia pela mídia dos EUA e de outros países.
A SCF costuma compartilhar artigos com outros meios de comunicação controlados pela Rússia, como Global Research, New Eastern Outlook e SouthFront. Em setembro de 2020, o Washington Post alegou que o Facebook tinha banido uma rede de desinformação russa operada pela SCF — uma rede que "ajudou a espalhar teorias da conspiração dirigidas a públicos de língua inglesa, nomeadamente alimentando falsos rumores de que o coronavírus foi produzido como uma arma biológica e que uma potencial vacina incluiria tecnologia de rastreio". A matéria afirmou que a Strategic Culture Foundation "também espalhou informações 'falsas' de que Bill Gates, o executivo de tecnologia e filantropo, estava liderando esforços para criar uma vacina com recursos de vigilância". O relatório do Post chamou a Strategic Culture Foundation de "um think tank falso".
Em abril de 2021, o Departamento do Tesouro dos Estados Unidos impôs sanções à SCF devido aos seus supostos esforços para interferir nas eleições de 2020. De acordo com o Departamento de Estado dos Estados Unidos, o periódico SCF "é dirigido pelo Serviço de Inteligência Estrangeira da Rússia (SVR) e estreitamente ligado ao Ministério das Relações Exteriores da Rússia".